# Spartak Tbilisi
Spartak Tbilisi (Georgisch: სპარტაკი თბილისი, Spartaki Tbilisi) is een voetbalclub uit de Georgische hoofdstad Tbilisi. De club kende in zijn beginjaren rond 1950 het hoogtepunt en speelde in de hoogste klassen van de Sovjet-Unie.

## Geschiedenis
De club ontstond in 1946 als "Krylja Sovetov" (Vleugels van de Sovjets), een verwijzing naar de vliegtuigfabriek van waaruit het team gevormd werd. Het team deed meteen mee in de Vtoraja Liga, het twee na hoogste niveau in de Sovjet-Unie en won de "Transkaukasische" zone. In de "interzonale" finaleronde werd het team tweede, waardoor het voor 1947 promoveerde naar de zone "Kaukasus" van de Pervaja Liga, de tweede hoogste divisie in de Sovjet-Unie. Hierin eindigde de club in de middenmoot, voldoende voor prolongatie.
Met ingang van seizoen 1948 veranderde de club de naam naar Spartak Tbilisi. Het team eindigde dat seizen op de derde plaats in de competitie van de zone "Zuid". Het jaar daarop werd Spartak winnaar van de zone "centrum" van de Pervaja Liga, waarmee het team zich plaatste voor de finaleronde. Het team kwalificeerde zich met een gedeelde eerste plaats voor de promotie play-offs en won deze. Spartak speelde in het seizoen 1950 in de Sovjet Top Liga en behaalde hierin een negende plaats, in de middenmoot.
Het seizoen daarop volgde degradatie toen het team op de een na laatste plaats eindigde. In 1952 deed het team niet mee in de tweede klasse, maar in 1953 werd het de winnaar van "zone I". Spartak eindigde in het eindtoernooi op de zesde en laatste plaats. Daarna ontbond het team zichzelf.

### Latere Sovjetperiode
Na lange tijd afwezig te zijn geweest op Sovjet-niveau, speelde de club in 1977 onder leiding van coach Andrej Zazrojev een seizoen in de Vtoraja Liga, maar behaalde in "Zone 4" de een na laatste plaats en degradeerde naar de competitie op (Georgisch) sovjetrepublieksniveau. In 1981 werd de club nog derde in de competitie in de Georgische sovjetrepubliek. De club verdween rond het uiteenvallen van de Sovjet-Unie van het toneel.

### Heroprichting
In 2002 werd Spartak Tbilisi opnieuw opgericht. De club speelde het eerste seizoen 2002-2003 in de tweede klasse, de Pirveli Liga en werd daarin vijfde. Spartak behaalde daarnaast de kwartfinale van de Georgische voetbalbeker. Door het samengaan in 2003 met Dinamo Zoegdidi, die net naar de hoogste klasse was gepromoveerd, speelde Spartak onder de fusienaam Spartak-Lazika Zoegdidi op het hoogste niveau.
Nog tijdens het seizoen 2003-2004 gingen de twee alweer uit elkaar, waarbij Spartak Tbilisi het seizoen op het hoogste niveau afmaakte. De club behaalde de elfde plaats van twaalf en degradeerde terug naar de Pirveli Liga, maar in 2005 promoveerde de club met een derde plaats weer terug naar het hoogste niveau. Dit was van korte duur door de laatste plaats in seizoen 2005-2006. Een seizoen later 
Spartak Tbilisi behaalde haar beste resultaat in de Georgische voetbalbeker in seizoen 2003-2004, toen de halve finale bereikt werd, die met 2-0 verloren werd van Torpedo Koetaisi.

## Erelijst
| Sovjet-Unie  |    |      |
| Pervaja Liga | 1x | 1949 |

## Eindklasseringen (grafiek) 2002-2008
| 5 |

| 11 |

| 3 |

| 16 |

| 17 |

| 18 |

| Oemaglesi Liga | Pirveli Liga | Meore Liga |

| Oemaglesi Liga | Pirveli Liga | Meore Liga |

## Bekende (oud-)spelers en coaches
- Zaoer Kaloëvi, speler 1950-1952
- Giga Norakidze, speler 1951, 1953
- Andrej Zazrojev, coach 1977
- Akaki Devadze, speler 2005-2006